# Agrilus arizonicus
Agrilus arizonicus är en skalbaggsart som beskrevs av Jan Obenberger 1936. Agrilus arizonicus ingår i släktet Agrilus och familjen praktbaggar. Inga underarter finns listade i Catalogue of Life.